# 니콜 슈트루제
니콜 슈트루제(Nicole Struse, 1971년 ~ )는 독일의 탁구 선수다. 1997년 영국 멘체스터 세계선수권대회에서 단체 동메달을 획득하였다.